# 会話が続く!リアル旅英語
会話が続く!リアル旅英語（かいわがつづく リアルたびえいご）はNHK Eテレで2025年4月よりレギュラー放送されている語学番組。2024年10月に3回にわたって「3回シリーズの実践リスニング講座」としてパイロット版が放送された。

## 概要
海外旅行に行く先で耳にするハイスピードのリアルな英語を聞きとるための実践リスニング講座。海外旅行先で英語で楽しく会話をしたいが、相手の言葉が聞き取れず話が続かない事はよくある。番組においては相手の話している内容を聞き取る事で会話を続かせる事を目指す。
番組においてはアメリカ合衆国で撮影した映像を教材に、旅先で出会う現地のリアル・スピードの会話のリスニングをして、次の会話につなげるノウハウを学習する。
テキストはNHK出版より毎月発売が行われる。

## 出演
- サマーレイン - 講師
- ウエンツ瑛士 - 生徒
- peco - 生徒
- 福ノ上達也 - ナレーション

## 放送
- 2025年度[6]（2025年04月01日 - ）
  - NHK Eテレ 火曜日～木曜日 11:10 - 11:20
  - NHK Eテレ 火曜日～木曜日 23:20 - 23:30 (再放送)

## エピソード

### 2024年度
| 話数 | タイトル             | 初放送日 (JST) | 出典  |
| ---- | -------------------- | -------------- | ----- |
| P1   | レストランに入店     | 2024年10月14日 | [ 3 ] |
| P2   | 苦手な食べ物を伝える | 2024年10月21日 | [ 7 ] |
| P3   | 料理を持ち帰りにする | 2024年10月28日 | [ 8 ] |

### 2025年度
| 話数 | タイトル                                             | 初放送日 (JST)        | 出典   |
| ---- | ---------------------------------------------------- | --------------------- | ------ |
| 1    | カフェ「おすすめのドリンクを聞く」                   | 2025年04月01日        | [ 9 ]  |
| 2    | カフェ「ドリンクのサイズを聞く」                     | 2025年04月02日        | [ 10 ] |
| 3    | カフェ「季節の食べ物があるか聞く」                   | 2025年04月03日        | [ 11 ] |
| 4    | ホテル「チェックインする」                           | 2025年04月08日        | [ 12 ] |
| 5    | ホテル「設備の使い方を聞く」                         | 2025年04月09日        | [ 13 ] |
| 6    | ホテル「近くにレストランがないかを聞く」             | 2025年04月10日        | [ 14 ] |
| 7    | ブリュワリー「飲み比べできるか聞く」                 | 2025年04月15日        | [ 15 ] |
| 8    | ブリュワリー「好みのビールを注文する」               | 2025年04月16日        | [ 16 ] |
| 9    | ブリュワリー「ソフトドリンクがあるか聞く」           | 2025年04月17日        | [ 17 ] |
| 10   | ボーナス週「カフェでグッズがあるか聞く」             | 2025年04月22日        | [ 18 ] |
| 11   | ボーナス週「ホテルでアメニティーについて聞く」       | 2025年04月23日        | [ 19 ] |
| 12   | ボーナス週「ブリュワリーでおしゃべりを楽しむ」       | 2025年04月24日        | [ 20 ] |
| 13   | 観光案内所「おすすめのビーチを聞く」                 | 2025年05月06日        | [ 21 ] |
| 14   | 観光案内所「半日で楽しめる観光を聞く」               | 2025年05月07日        | [ 22 ] |
| 15   | 観光案内所「行き方を聞く」                           | 2025年05月08日        | [ 23 ] |
| 16   | ファーマーズマーケット1「商品について聞く」          | 2025年05月13日        | [ 24 ] |
| 17   | ファーマーズマーケット1「賞味期限を聞く」            | 2025年05月14日        | [ 25 ] |
| 18   | ファーマーズマーケット1「支払い方法を聞く」          | 2025年05月15日        | [ 26 ] |
| 19   | ファーマーズマーケット2「果物の切り方を聞く」        | 2025年05月20日        | [ 27 ] |
| 20   | ファーマーズマーケット2「落し物が届いているか聞く」  | 2025年05月21日        | [ 28 ] |
| 21   | ファーマーズマーケット2「何の行列かを聞く」          | 2025年05月22日        | [ 29 ] |
| 22   | ボーナス週「観光案内所でお土産について聞く」         | 2025年05月27日        | [ 30 ] |
| 23   | ボーナス週「観光案内所で場所を聞く」                 | 2025年05月28日        | [ 31 ] |
| 24   | ボーナス週「ファーマーズマーケットで保存方法を聞く」 | 2025年05月29日        | [ 32 ] |
| 25   | 自転車レンタル店「自転車の種類を聞く」               | 2025年06月03日        | [ 33 ] |
| 26   | 自転車レンタル店「借りる自転車を伝える」             | 2025年06月04日        | [ 34 ] |
| 27   | 自転車レンタル店「交通ルールを確認する」             | 2025年06月05日        | [ 35 ] |
| 28   | カフェレストラン「おすすめを聞く」                   | 2025年06月10日        | [ 36 ] |
| 29   | カフェレストラン「日替わりランチがあるか聞く」       | 2025年06月11日        | [ 37 ] |
| 30   | カフェレストラン「食べたあとの片づけについて聞く」   | 2025年06月12日        | [ 38 ] |
| 31   | ホテル「タクシーを手配してもらう」                   | 2025年06月17日        | [ 39 ] |
| 32   | ホテル「お酒のルールを確認する」                     | 2025年06月18日        | [ 40 ] |
| 33   | ホテル「印刷できる場所があるか聞く」                 | 2025年06月19日        | [ 41 ] |
| 34   | ボーナス週自転車レンタル店「高さを調整できるか」     | 2025年06月24日        | [ 42 ] |
| 35   | ボーナス週カフェレストラン「Wi-Fiが使えるか」        | 2025年06月25日        | [ 43 ] |
| 36   | ボーナス週「ホテルで部屋にカギを忘れる」             | 2025年06月26日        | [ 44 ] |
| 37   | ハイキングツアー「ガイドと合流する」                 | 2025年07月01日        | [ 45 ] |
| 38   | ハイキングツアー「休憩したいと伝える」               | 2025年07月02日        | [ 46 ] |
| 39   | ハイキングツアー「記念写真を撮る」                   | 2025年07月03日        | [ 47 ] |
| 40   | レコード店「レコードを探す」                         | 2025年07月08日        | [ 48 ] |
| 41   | レコード店「試聴できるか聞く」                       | 2025年07月09日        | [ 49 ] |
| 42   | レコード店「値段について聞く」                       | 2025年07月10日        | [ 50 ] |
| 43   | ワインショップ「地元のおいしいワインを買う」         | 2025年07月15日        | [ 51 ] |
| 44   | ワインショップ「和食に合うワインを聞く」             | 2025年07月16日        | [ 52 ] |
| 45   | ワインショップ「お土産になるおつまみを探す」         | 2025年07月17日        | [ 53 ] |
| 46   | ボーナス週「ハリウッドサインについて聞く」           | 2025年07月22日        | [ 54 ] |
| 47   | ボーナス週「店員の好きなレコードを尋ねる」           | 2025年07月23日        | [ 55 ] |
| 48   | ボーナス週「ボトルを持ち帰る方法を聞く」             | 2025年07月24日        | [ 56 ] |
| 49   | 映画館「チケットを買う」                             | 2025年07月29日        | [ 57 ] |
| 50   | 映画館「本編の開始時刻を聞く」                       | 2025年07月30日        | [ 58 ] |
| 51   | 映画館「ポップコーンを買う」                         | 2025年07月31日        | [ 59 ] |
| 52   | ダイナー「入店する」                                 | 2025年08月05日        | [ 60 ] |
| 53   | ダイナー「料理の内容を確認する」                     | 2025年08月06日        | [ 61 ] |
| 54   | ダイナー「デザートを注文する」                       | 2025年08月07日        | [ 62 ] |
| 55   | アウトドアショップ「洋服を買う」                     | 2025年08月19日        | [ 63 ] |
| 56   | アウトドアショップ「試着する」                       | 2025年08月20日        | [ 64 ] |
| 57   | アウトドアショップ「ハイキングコースについて聞く」   | 2025年08月21日 (予定) | [ 65 ] |
| 58   | ボーナス週「映画館で駐車場の割引について聞く」       | 2025年08月26日 (予定) | [ 66 ] |
| 59   | ボーナス週「ダイナーでおしゃべりを楽しむ」           | 2025年08月27日 (予定) | [ 67 ] |